# Márton Esterházy
Márton Esterházy (n. Budapest, Hungría, 9 de abril de 1956) es un exfutbolista y actual entrenador húngaro, que jugaba de delantero y militó en diversos clubes de Hungría, Grecia, Austria y Suiza.

## Selección nacional
Con la Selección de fútbol de Hungría, disputó 22 partidos internacionales y anotó solo 11 goles. Incluso participó con la selección húngara, en una sola edición de la Copa Mundial. La única participación de Varga en un mundial, fue en la edición de México 1986. donde su selección quedó eliminado en la primera fase de la cita de México.

### Participaciones en Copas del Mundo
| Mundial                        | Sede   | Resultado    |
| ------------------------------ | ------ | ------------ |
| Copa Mundial de Fútbol de 1986 | México | Primera Fase |

## Clubes
| Club              | País    | Año         |
| ----------------- | ------- | ----------- |
| III. Kerületi TVE | Hungría | 1974 - 1976 |
| Budafoki MTE      | Hungría | 1976 - 1977 |
| Ferencváros       | Hungría | 1977 - 1979 |
| Budapest Honvéd   | Hungría | 1979 - 1984 |
| AEK Atenas        | Grecia  | 1984 - 1987 |
| Panathinaikos     | Grecia  | 1987 - 1988 |
| Casino Salzburgo  | Austria | 1988 - 1989 |
| CS Chênois        | Suiza   | 1989 - 1990 |
| FC Bulle          | Suiza   | 1990 - 1994 |